# Piedra de Chacas
La piedra de Chacas es una escultura de piedra de tamaño mediano, perteneciente a la cultura recuay del Perú antiguo. Sobre su superficie se hallan labradas la figuras de dos seres míticos: la figura de un lagarto antropomórfico y un sol radiante (quien sería el dios Huari). Se trata de una huanca o piedra sagrada relacionada con el culto religioso de los nativos chagash y macuash de la zona de Chacas, en la provincia de Asunción, región Áncash.
Hasta 1980 se ubicó en la zona del altar mayor del templo de Chacas, siendo el único ídolo del panteón prehispánico que compartía el altar con los santos traídos por los españoles. Se infiere entonces que, en su tiempo, debió ser la piedra sagrada más importante de los nativos de la zona de Chacas.

### Historia
Como sucedió con la mayoría de templos durante la época de la conquista, se afianzaba y reafirmaba el nuevo orden de poder religioso europeo sobre el andino construyendo el templo español sobre un sitio sagrado nativo, en el caso de Chacas, la huaca o pirushtu se localizaba frente a una planicie inclinada. Este centro de culto prehispánico fue el más importante de la zona sur de Chacas y en él se realizaban ceremonias en honor deidades como kon, huari o Libiac, cuyas imágenes se encontraban labradas en relieve sobre rocas de granito.
En Chacas se tiene a la piedra de Chacas, huanca sagrada sobre la cual se hallaban labradas la figuras de dos seres míticos: un lagarto antropomórfico y un sol radiante. Los evangelizadores españoles trataron de acoplar el culto de la huanca con el culto del santo en el mismo calendario festivo, por lo que la deidad prehispánica permaneció en el templo durante varios siglos.